# Ігор Златанович
Ігор Златанович (серб. Игор Златановић/Igor Zlatanović, нар. 10 лютого 1998, Ужиці) — сербський футболіст, нападник  ізраїльського клубу «Маккабі» (Нетанья).

## Клубна кар'єра
Народився 10 лютого 1998 року в місті Ужиці. Вихованець футбольної школи клубу «Партизан». Дорослу футбольну кар'єру розпочав 2015 року у складі «Телеоптика», до якого був відданий в оренду.
Протягом 2016–2019 років захищав кольори «Радника» (Сурдулиця), після чого уклав контракт з «Мальоркою», яка відразу віддала його в оренду до «Нумансії».
2020 року також на умовах оренди приєднався до «Кастельйона».

## Виступи за збірні
2014 року дебютував у складі юнацької збірної Сербії (U-17), загалом на юнацькому рівні взяв участь у 13 іграх, відзначившись 6 забитими голами.
З 2017 року залучається до складу молодіжної збірної Сербії. Був учасником молодіжного Євро-2019.

## Титули і досягнення
- Володар Кубка Тото: 2022-23
- Володар Суперкубка Ізраїлю: 2025